# Эстудиантес
«Эстудиа́нтес» (полное название — исп. Club Estudiantes de La Plata, испанское произношение: [kluβ estuˈðjantez ðe la ˈplata]) — аргентинский футбольный клуб из города Ла-Плата. «Эстудиантес» пять раз становился чемпионом Аргентины и трижды (подряд) завоёвывал Кубок Либертадорес (1968—1970). В 1968 году команда завоевала Межконтинентальный кубок. В 2009 году клуб в четвёртый раз в своей истории стал победителем Кубка Либертадорес.

## История

### XX век
Клуб был основан 4 августа 1905 года студентами медицинского университета, которые почувствовали себя обиженными руководством «Химнасии и Эсгримы» из Ла-Платы, предпочитавшим внутренние соревнования Университета, а не игры с другими командами. В любительскую эпоху «Эстудиантес» выиграл один титул чемпиона Аргентины 1913 года.
В начале 1930-х годов у клуба была одна из сильнейших линий нападения в лиге, получившая прозвища «Профессора» — Лаури, Скопельи, Сосайя, Феррейра, Гуаита, но титулов это команде не прибавило. Нападающий «Профессоров» Альберто Сосайя открыл счёт голам в профессиональной лиге Аргентины и был лучшим бомбардиром первого профессионального чемпионата. В 1940-е—50-е годы в атаке клуба выступали такие звёзды, как Мануэль Пельегрина и Рикардо Инфанте.
В 1960-е годы команду возглавил Освальдо Субельдия, с чьим именем связаны самые большие успехи клуба. За несколько лет молодёжная академия клуба, возглавлявшаяся Мигелем Игномирьельо, дала основному составу целую россыпь высококвалифицированных игроков. «Эстудиантес» выиграл чемпионат Метрополитано 1967 года, что дало чемпионам Аргентины право стартовать в следующем году в Кубке Либертадорес. «Эстудиантес» сенсационно выиграл турнир и с 1968 по 1970 год удерживал звание лучшей клубной команды континента. Команду нередко критиковали за то, что, пользуясь правом участия в следующем розыгрыше Кубка Либертадорес, «Львы» забросили свои дела во внутреннем первенстве. Однако это давало немалую финансовую выгоду, и «Эстудиантес» можно было понять. В 1968 году «Пинчарратос» победили «Манчестер Юнайтед» в матчах за Межконтинентальный кубок и стали лучшим клубом мира. Затем последовали поражения от «Милана» (1969) и «Фейеноорда» (1970).
В этих матчах «Студенты» демонстрировали предельно жёсткую игру, в том числе и потому в 1970-е годы европейские клубы стали избегать матчей с южноамериканцами за этот трофей. Престиж в их глазах возродился лишь с 1980 года, когда матчи стали проводить под эгидой фирма «Тойота» на нейтральном поле в Японии.
Между тем, эпоха доминирования «Эстудиантес» подошла к концу в 1971 году, когда в финале Кубка Либертадорес их вчистую переиграл уругвайский «Насьональ».
Лидерами «Эстудиантеса» 1960-х годов были капитан Карлос Сальвадор Билардо, Рауль Мадеро, позже сделавший карьеру врача и Хуан Рамон Верон — идол болельщиков, прозвавших его «Ведьмой» (La bruja).
Следующих побед команде пришлось ждать больше десятилетия. Трёхкратный победитель Кубка Либертадорес стал всего лишь двукратным чемпионом Аргентины в Метрополитано-1982 года, когда командой руководил как раз Билардо. После этого успеха он ушёл работать в сборную Аргентины и привёл её к победе на чемпионате мира 1986 года. Однако в «Эстудиантес» нашёлся достойный сменщик, ещё один бывший игрок «Золотой Эпохи», Эдуардо Лухан Манера, (правый крайний латераль). Э. Манера привёл команду к золоту в турнире Насьональ-1983. Главной звездой в 1980-е годы был Хосе Луис Браун, либеро. Рауль Мадеро, ставший врачом, также внёс вклад в победы Аргентины, участвуя на ЧМ-1986 и ЧМ-1990 в качестве врача национальной сборной.
В 1994 году «студенты» вылетели во Второй дивизион. Всего через год команда вернулась в элиту в обновлённом составе с россыпью будущих футбольных звёзд в составе — Верон-младший (сын Хуана Рамона Верона), Мартин Палермо, Лусиано Галетти, Бернардо Ромео, Эрнесто Фариас, но чемпионского состава не получилось, так как большинство из них были проданы в более богатые клубы.

### XXI век
В Апертуре 2004 года тренеру Рейнальдо Мерло удалось вывести студентов на 4-е место, что стало прогрессом по сравнению с результатами последних лет. 17 апреля 2005 года «Эстудиантес» выиграл свой 1000-й профессиональный матч, поверженным оказался «Ньюэллс Олд Бойз» (3:2).
Летом 2006 года в клуб вернулся Хуан Себастьян Верон. Команда с ходу включилась в борьбу за золото с «Бокой» в Апертуре-2006. По ходу первенства были разгромлены принципиальные соперники — «Химнасия» — 7:0. Главный тренер «студентов» Диего Симеоне сумел наладить самую непроходимую оборону в лиге — 13 пропущенных мячей в 20 матчах, с учётом «Золотого». В последних 2 турах «Боке Хуниорс» необходимо было набрать лишь 1 очко, но «Бока» уступила в обеих встречах, и «Эстудиантес» настиг своих соперников. В «Золотом матче» на 3-й минуте Мартин Палермо вывел «Боку» вперёд. Долгое время «сине-золотая» команда вела в счёте. На 38-й минуте произошло обоюдное удаление футболистов — с поля удалили Пабло Ледесму из «Ксенеис» и Пабло Альвареса из «Пинчаратос». На 64-й минуте полузащитник Хосе Эрнесто Соса счёт сравнял, а за 10 минут до конца матча лучший бомбардир «Эстудиантеса» Мариано Павоне принёс победу своему клубу. «Эстудиантес» в 4-й раз в истории стал чемпионом Аргентины.
В конце 2008 года «Эстудиантес» впервые за 37 лет пробился в финал крупного международного турнира — Южноамериканского кубка. Обменявшись гостевыми победами со счётом 1:0 с бразильским «Интернасьоналом», «студенты» уступили в дополнительное время в ответном гостевом поединке, когда точный удар Нилмара принёс «Интеру» нужную ничью.
В марте 2009 года руководство клуба назначило на пост главного тренера бывшего игрока «Эстудиантеса» и сборной Аргентины Алехандро Сабелью, который до того работал исключительно в качестве помощника главного тренера (в основном в тренерском штабе в различных командах у Даниэля Пассареллы). Всего через 4 месяца Сабелья праздновал успех со своими подопечными в Кубке Либертадорес. К июню травму получил ключевой игрок обороны клуба Маркос Анхелери, и на его место в аренду был взят у «Ньюэллс Олд Бойз» уже имевший опыт победы в Кубке Либертадорес в составе «Боки Хуниорс» Роландо Скьяви. После нулевой ничьей в Ла-Плате, решающий матч финала Кубка Либертадорес состоялся на Минейрао, домашней арене клуба «Крузейро». После того, как «Крузейро» всё же сумел открыть счёт во втором тайме за счёт рикошета, «Эстудиантес» полностью перехватил инициативу в свои руки и сравнял счёт спустя 5 минут (отличился Гастон Фернандес). Решающий гол после розыгрыша углового забил ставший в итоге лучшим бомбардиром турнира (8 мячей) Мауро Босельи. В обоих случаях ассистировал лидер и капитан команды, признанный лучшим футболистом Южной Америки 2008, 2009 годов Хуан Себастьян Верон. Таким образом, оба поколения Веронов приносили «Эстудиантесу» победы в Кубке Либертадорес.
3 февраля 2011 года Сабелья подал в отставку с поста тренера «Эстудиантеса»

## Достижения
- Чемпионы Аргентины после 1930 (5): 1967 (Метрополитано), 1982 (М), 1983 (Насьональ), Ап. 2006, Ап. 2010
- Чемпионы Аргентины до 1930 (любительский уровень) (1): 1913
- Обладатель Кубка Либертадорес (4): 1968, 1969, 1970, 2009
- Обладатель Межамериканского кубка (1): 1969
- Обладатель Межконтинентального кубка (1): 1968
- Первый клуб, трижды подряд выигравший Кубок Либертадорес.